# 親衛隊地区

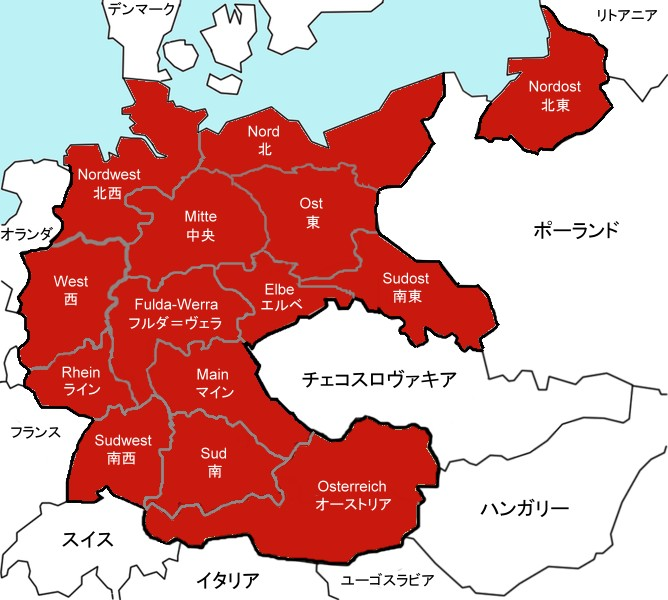
1938年、アンシュルス（オーストリア併合）後の親衛隊上級地区（SS-Oberabschnitt）の指定。

親衛隊地区、親衛隊上級地区（SS-Abschnitt, SS-Oberabschnitt）は、ナチス・ドイツの親衛隊（SS）（一般親衛隊）が、全ドイツに設置していた行政区画。地区ごとに指導者（Führer）が置かれ、一般親衛隊は地区ごとに指導者の指揮を受けていた。

## 概要
親衛隊の地域区分としては、もともと突撃隊（SA）にならって親衛隊集団（SS-Gruppen）とその下に複数の親衛隊地区（SS-Abschnitt）が置かれる形で区分されていた。しかし1933年に親衛隊上級地区（SS-Oberabschnitt）が新設され、その下に複数の親衛隊地区（SS-Abschnitt）が置かれる形に変更された。親衛隊地区はさらに複数の親衛隊連隊（SS-Standarte）を保持していた。
ハインリヒ・ヒムラーは、1937年11月13日に「親衛隊及び警察指導者」（Höhere SS- und Polizeiführer、略称HSSPF）を各地域に設置したが、親衛隊上級地区の指導者がこれを兼務するのが通例であった。ただ親衛隊及び警察指導者は第二次世界大戦中のドイツ国防軍占領地域にも設置されていたのに対して親衛隊地区は一部を除いて第三ライヒ内部（ドイツ国内）にのみ設置されていた。

## 親衛隊上級地区
『親衛隊上級地区（SS-Oberabschnitte 略号: Oa）』はいくつかの『親衛隊地区（SS-Abschnitte 略号: Oa）』で構成され、通常は親衛隊中将か親衛隊大将によって指導された。また、非公式の呼称として、1933年にSSが用いていた『上級集団（Obergruppe）』が存在した。
SS上級地区は45区のSS地区に細分化され、そこには一般SSの親衛隊連隊（Standarten）が配置されていた。SS連隊には、127個の『徒歩連隊（Fußstandarten）と22個『騎兵連隊（Reiter-Standarten）』が存在しており、SS連隊は、大隊（Sturmbanne）、中隊（Stürme）、小隊（Trupps）、分隊（Scharen）、班（Rotten）で構成されていた。さらに、1944年11月にSS上級地区は、17個の医療中隊（Nachrichtenstürme）、15個の工兵中隊（Pionierstürme）、18個の自動車中隊（Kraftfahrstürme : Motor-SS）を有していた。 
第二次世界大戦中の再編によって、SS上級地区は国防軍の軍管区とほぼ一致した範囲となり、1933年の時点で12区であったSS上級地区は、1938年には14区になり、さらに1941年には19区、1944年11月時点で全23区となった。

### SS上級地区一番
| 番号 | 地区名                                   | 本部                 | 番号 | 地区名                              | 本部           |
| ---- | ---------------------------------------- | -------------------- | ---- | ----------------------------------- | -------------- |
| 1    | 北東（Nordost）                          | ケーニヒスベルク     | 13   | マイン（Main）                      | ニュルンベルク |
| 2    | 東海（Ostsee）                           | シュテティーン       | 14   | ドナウ（Donau）                     | ウィーン       |
| 3    | シュプレー（Spree）                      | ベルリン             | 15   | 北西（Nordwest）                    | デン・ハーグ   |
| 4    | エルベ（Elbe）                           | ドレスデン           | 16   | アルペンラント（Alpenland）         | ザルツブルク   |
| 5    | 南西（Südwest）                          | シュトゥットガルト   | 17   | ヴァイクセル（Weichsel）            | ダンツィヒ     |
| 6    | 西（West）                               | デュッセルドルフ     | 18   | ヴァルテ（Warthe）                  | ポーゼン       |
| 7    | 南（Süd）                                | ミュンヘン           | 19   | 北（Nord）                          | オスロ         |
| 8    | 南東（Südost）                           | ブレスラウ           | 20   | 東（Ost）                           | クラカウ       |
| 9    | フルダ＝ヴェラ（Fulda-Werra）            | アーロルゼン         | 21   | ベーメン・メーレン（Böhmen-Mähren） | プラハ         |
| 10   | 北海（Nordsee）                          | ハンブルク           | 22   | 東方（Ostland）                     | リガ           |
| 11   | 中央（Mitte）                            | ブラウンシュヴァイク | 23   | ウクライナ（Ukraine）               | キエフ         |
| 12   | ライン＝ヴェストマルク（Rhein-Westmark） | ヴィースバーデン     |      |                                     |                |

## 親衛隊地区
『親衛隊地区（SS-Abschnitt 略号: Ab）』は複数の親衛隊連隊（SS-Standarten）からなり、通常は親衛隊少将または親衛隊上級大佐によって指導され、規模は陸軍の一個旅団に相当する。また、非公式の呼称として『下級集団（Untergruppe）』と呼ばれていた。 

### SS地区一覧
| 地区番号 | 上級地区                                 | 本部                      | 地区番号 | 上級地区                                 | 本部                         |
| -------- | ---------------------------------------- | ------------------------- | -------- | ---------------------------------------- | ---------------------------- |
| I        | 南（Süd）                                | ミュンヘン                | XXV      | 東（West）                               | ドルトムント                 |
| II       | エルベ（Elbe）                           | ドレスデン                | XXVI     | ヴァイクセル（Weichsel）                 | ツォポト                     |
| III      | シュプレー（Spree）                      | ベルリン                  | XXVII    | フルダ＝ヴェラ（Fulda-Werra）            | ヴァイマール                 |
| IV       | 中央（Mitte）                            | ハノーファー              | XXVIII   | マイン（Main）                           | バイロイト                   |
| V        | 西（West）                               | デュースブルク            | XXIX     | 南西（Südwest）                          | コンスタンツ                 |
| VI       | 南東（Südost）                           | ブレスラウ                | XXX      | ライン＝ヴェストマルク（Rhein-Westmark） | フランクフルト・アム・マイン |
| VII      | 北東（Nordost）                          | ケーニヒスベルク          | XXXI     | ドナウ（Donau）                          | ウィーン                     |
| VIII     | ドナウ（Donau）                          | リンツ                    | XXXII    | 南（Süd）                                | アウグスブルク               |
| IX       | マイン（Main）                           | ヴュルツブルク            | XXXIII   | 東海（Ostsee）                           | シュヴェリーン               |
| X        | 南西（Südwest）                          | シュツットガルト          | XXXIV    | ライン＝ヴェストマルク（Rhein-Westmark） | ザールブリュッケン           |
| XI       | ライン＝ヴェストマルク（Rhein-Westmark） | コブレンツ                | XXXV     | アルペンラント（Alpenland）              | グラーツ                     |
| XII      | シュプレー（Spree）                      | フランクフルト (オーダー) | XXXVI    | アルペンラント（Alpenland）              | ザルツブルク                 |
| XIII     | 東海（Ostsee）                           | シュテティーン            | XXXVII   | ベーメン・メーレン（Böhmen-Mähren）      | ライヒェンベルク             |
| XIV      | 北海（Nordsee）                          | オルデンブルク            | XXXVIII  | ベーメン・メーレン（Böhmen-Mähren）      | カールスバート               |
| XV       | 北海（Nordsee）                          | ハンブルク＝アルトナ      | XXXIX    | ベーメン・メーレン（Böhmen-Mähren）      | ブリュン                     |
| XVI      | 中央（Mitte）                            | デッサウ                  | XXXX     | ヴァイクセル（Weichsel）                 | ブロンベルク                 |
| XVII     | 西（West）                               | ミュンスター              | XXXXI    | ヴァイクセル（Weichsel）                 | トルン                       |
| XVIII    | エルベ（Elbe）                           | ハレ (ザーレ)             | XXXXII   | ヴァルテ（Warthe）                       | グネーゼン                   |
| XIX      | 南西（Südwest）                          | カールスルーエ            | XXXXIII  | ヴァルテ（Warthe）                       | リッツマンシュタット         |
| XX       | 北海（Nordsee）                          | キール                    | XXXXIV   | 北東（Nordost）                          | グムビンネン                 |
| XXI      | 南東（Südost）                           | ヒルシュベルク            | XXXXV    | 南西（Südwest）                          | シュトラースブルク           |
| XXII     | 南東（Nordost）                          | アレンシュタイン          |          |                                          |                              |
| XXIII    | シュプレー（Spree）                      | ベルリン                  |          |                                          |                              |
| XXIV     | 南東（Südost）                           | オペルン                  |          |                                          |                              |

## 親衛隊連隊

第1SS徒歩連隊『ユリウス・シュレック』連隊旗

『親衛隊連隊（SS-Standarte）』は、親衛隊地区の指揮下にあった。SS連隊は通常、親衛隊大佐が指揮を執り、3～4個大隊（Sturmbanne）で編成され、通常1000～3000人の人員からなった。
軍隊と同様、規模は陸軍の連隊に相当しており、第I〜III大隊は常勤部隊として編成され、第IV大隊は予備部隊となっていた。また、一般親衛隊やその下部組織であるSS騎兵連隊、さらには親衛隊髑髏部隊や親衛隊特務部隊といった、全てのSS部隊は連隊ごとに分けられていた。
SS特務部隊では、1935年以降、陸軍の水準に達するために独自に再編が行われたが、これはSS長官ハインリヒ・ヒムラーから不興を買った。1945年の時点で、一般SSの徒歩連隊は公称では127個連隊となっていたが、そのほとんどは白紙の存在であり、ヒムラーが定めた目標水準にさえ達していなかったという。

### SS連隊一覧
| 連隊名                                                                             | 上級地区                                 | 本部                       | 連隊名                                                          | 上級地区                                 | 本部                                  |
| ---------------------------------------------------------------------------------- | ---------------------------------------- | -------------------------- | --------------------------------------------------------------- | ---------------------------------------- | ------------------------------------- |
| 第1SS徒歩連隊『ユリウス・シュレック』（1 „Julius Schreck“）                        | 南（Süd）                                | ミュンヘン                 | 第66SS徒歩連隊『フリートラント』（66 „Friedland“）              | 北東（Nordost）                          | バルテンシュタイン（de）              |
| 第2SS徒歩連隊『ヘッセン』（2 „Hessen“）                                            | ライン＝ヴェストマルク（Rhein-Westmark） | フランクフルト (マイン)    | 第67SS徒歩連隊『ヴァルトブルク』（67 „Wartburg“）               | フルダ＝ヴェラ（Fulda-Werra）            | エルフルト                            |
| 第3SS徒歩連隊『テューリンゲン』（3 „Thüringen“）                                   | マイン（Main）                           | ニュルンベルク             | 第68SS徒歩連隊『オーバープファルツ』（68 „Oberpfalz“）          | マイン（Main）                           | レーゲンスブルク                      |
| 第4SS徒歩連隊『シュレースヴィヒ＝ホルシュタイン』（4 „Schleswig-Holstein“）        | 北海（Nordsee）                          | アルトナー                 | 第69SS徒歩連隊『ザウアーラント』（69 „Sauerland“）              | 西（West）                               | ハーゲン                              |
| 第5SS徒歩連隊『モーゼル』（5 „Mosel“）                                             | ライン＝ヴェストマルク（Rhein-Westmark） | ルクセンブルク             | 70                                                              | 南東（Südost）                           | グローガウ                            |
| 第6SS徒歩連隊『エトヴァルト・フェルゼン』（6 „Eduard Felsen“）                     | シュプレー（Spree）                      | ベルリン                   | 第71SS徒歩連隊『ヴァイクセル』（71 „Weichsel“）                 | ヴァイクセル（Weichsel）                 | エルビンク                            |
| 第7SS徒歩連隊『フリードリヒ・シュレーゲル』（7 „Friedrich Schlegel“）              | エルベ（Elbe）                           | プラウエン                 | 第72SS徒歩連隊『リッペ』72 „Lippe“                              | 西（West）                               | ドルトムント                          |
| 第8SS徒歩連隊『ニーダーシュレージエン』（8 „Niederschlesien“）                     | 南東（Südost）                           | ヒルシュベルク             | 第73SS徒歩連隊『ミッテルフランケン』（73 „Mittelfranken“）      | マイン（Main）                           | アンスバッハ                          |
| 第9SS徒歩連隊『ポンメルン』（9 „Pommern“）                                         | 東海（Ostsee）                           | シュテティーン             | 第74SS徒歩連隊『東海』（74 „Ostsee“）                           | 東海（Ostsee）                           | グライフスヴァルト                    |
| 第10SS徒歩連隊『プファルツ』（10 „Pfalz“）                                         | ライン＝ヴェストマルク（Rhein-Westmark） | カイザースラウテルン       | 第75SS徒歩連隊『ヴィドゥキント』（75 „Widukind“）               | シュプレー（Spree）                      | ベルリン                              |
| 第11SS徒歩連隊『プラネッタ（de）』（11 „Planetta“）                                | ドナウ（Donau）                          | ウィーン                   | 76                                                              | アルペンラント（Alpenland）              | ザルツブルク                          |
| 第12SS徒歩連隊『ニーダーザクセン』（12 „Niedersachsen“）                           | 中央（Mitte）                            | ハノーファー               | 77                                                              | 東海（Ostsee）                           | シュナイデミュール                    |
| 第13SS徒歩連隊『ヴュルテンベルク』（13 „Württemberg“）                             | 南西（Südwest）                          | シュツットガルト           | 78                                                              | ライン＝ヴェストマルク（Rhein-Westmark） | ヴィースバーデン                      |
| 第14SS徒歩連隊『ゴータ城（de）』（14 „Gotaburg“）                                  | フルダ＝ヴェラ（Fulda-Werra）            | ゴータ                     | 79                                                              | 南西（Südwest）                          | ウルム                                |
| 第15SS徒歩連隊『ブランデンブルク』（15 „Brandenburg“）                             | シュプレー（Spree）                      | ノイルピーン               | 第80SS徒歩連隊『大ベルリン』（80 „Groß-Beeren“）                | シュプレー（Spree）                      | ベルリン                              |
| 第16SS徒歩連隊『下エルベ（de）』（16 „Unterelbe“）                                 | 南東（Südost）                           | ブレスラウ                 | 81                                                              | マイン（Main）                           | ヴュルツブルク                        |
| 17                                                                                 | 北海（Nordsee）                          | ツェレ                     | 82                                                              | 西（West）                               | ビーレフェルト                        |
| 第18SS徒歩連隊『東プロイセン』（18 „Ostpreußen“）                                  | 北東（Nordost）                          | ケーニヒスベルク           | 第83SS徒歩連隊『上ヘッセン（de）』（83 „Ober-Hessen“）          | ライン＝ヴェストマルク（Rhein-Westmark） | ギーセン                              |
| 第19SS徒歩連隊『北ヴェストファーレン』（19 „Westfalen-Nord“）                      | 西（West）                               | ミュンスター               | 第84SS徒歩連隊『ザーレ』（84 „Saale“）                          | エルベ（Elbe）                           | ケムニッツ                            |
| 第20SS徒歩連隊『フリッツ・ヴァイツェル』（20 „Fritz Weitzel“）                     | 西（West）                               | デュッセルドルフ           | 85                                                              | ライン＝ヴェストマルク（Rhein-Westmark） | ザールブリュッケン                    |
| 21                                                                                 | 中央（Mitte）                            | マグデブルク               | 第86SS徒歩連隊『ハーナウアーラント（de）』（86 „Hanauer Land“） | 南西（Südwest）                          | オッフェンブルク                      |
| 第22SS徒歩連隊『フォン・デア・シューレンブルク（de）』（22 „Von der Schulenburg“） | 北海（Ostsee）                           | シュヴェリーン             | 第87SS徒歩連隊『チロル』（87 „Tirol“）                          | （未記載）                               | インスブルック                        |
| 第23SS徒歩連隊『オーバーシュレージエン』（23 „Oberschlesien“）                     | 南東（Südost）                           | ボイテン                   | 第88SS徒歩連隊『シュテディンゲン（de）』88 „Stedingen“          | 北海（Nordsee）                          | ブレーメン                            |
| 第24SS徒歩連隊『オストフリースラント（de）』（24 „Ostfriesland“）                  | 北海（Nordsee）                          | オルデンブルク             | 第89SS徒歩連隊『ホルツヴェーバー（de）』（89 „Holzweber“）      | ドナウ（Donau）                          | ウィーン                              |
| ルール』（25 „Ruhr“）                                                              | 西（West）                               | エッセン                   | 第90SS徒歩連隊『フランツ・クッチェラ』90 „Franz Kutschera“      | アルペンラント（Alpenland）              | クラーゲンフルト                      |
| 第26SS徒歩連隊『パウル・ベルク（de）』（26 „Paul Berck“）                          | エルベ（Elbe）                           | ハレ (ザーレ)              | 91                                                              | エルベ（Elbe）                           | ヴィッテンベルク                      |
| 第27SS徒歩連隊『オストマルク』（27 „Ostmark“）                                     | シュプレー（Spree）                      | フランクフルト (オーダー)  | 第92SS徒歩連隊『アルト・バイエルン（de）』（92 „Alt-Bayern“）   | 南（Süd）                                | インゴルシュタット                    |
| 28                                                                                 | 北海（Nordsee）                          | ハンブルク                 | 93                                                              | ライン＝ヴェストマルク（Rhein-Westmark） | コブレンツ                            |
| 第29SS徒歩連隊『シュヴァーベン』（29 „Schwaben“）                                  | 南（Süd）                                | リンダウ                   | 第94SS徒歩連隊『上シュタイアーマルク』（94 „Obersteiermark“）   | アルペンラント（Alpenland）              | レオーベン                            |
| 第30SS徒歩連隊『アドルフ・ヘー』（30 „Adolf Höh“）                                 | 西（West）                               | ボーフム                   | 95                                                              | ベーメン・メーレン（Böhmen-Mähren）      | トラウテナウ（de）                    |
| 第31SS徒歩連隊『ニーダーバイエルン』（31 „Niederbayern“）                          | マイン（Main）                           | ランツフート               | 96                                                              | ベーメン・メーレン（Böhmen-Mähren）      | ブリュクス                            |
| 第32SS徒歩連隊『バーデン』（32 „Baden“）                                           | ライン＝ヴェストマルク（Rhein-Westmark） | ハイデルベルク             | 97                                                              | ベーメン・メーレン（Böhmen-Mähren）      | エーガー                              |
| 第33SS徒歩連隊『ライン＝ヘッセン』（33 „Rhein-Hessen“）                            | ライン＝ヴェストマルク（Rhein-Westmark） | ダルムシュタット           | 98                                                              | ベーメン・メーレン（Böhmen-Mähren）      | メーリッシュ・シェーンベルク          |
| 第34SS徒歩連隊『オーバーバイエルン』（34 „Oberbayern“）                            | 南（Süd）                                | ヴァイルハイム             | 99                                                              | ドナウ（Donau）                          | ズナイム                              |
| 35                                                                                 | フルダ＝ヴェラ（Fulda-Werra）            | カッセル                   | 100                                                             | ベーメン・メーレン（Böhmen-Mähren）      | ライヒェンベルク                      |
| 36                                                                                 | ヴァイクセル（Weichsel）                 | ダンツィヒ                 | 101                                                             | ベーメン・メーレン（Böhmen-Mähren）      | ザーツ（de）                          |
| 第37SS徒歩連隊『上オーストリア』（37 „Ob der Enns“）                               | ドナウ（Donau）                          | リンツ                     | 102                                                             | ベーメン・メーレン（Böhmen-Mähren）      | イェーゲルンドルフ                    |
| 38                                                                                 | アルペンラント（Alpenland）              | グラーツ                   | 103                                                             | ベーメン・メーレン（Böhmen-Mähren）      | アウシヒ                              |
| 第39SS徒歩連隊『東ポンメルン』（39 „Ostpommern“）                                  | 東海（Ostsee）                           | ケスリーン                 | 104                                                             | ベーメン・メーレン（Böhmen-Mähren）      | トロッパウ                            |
| 40                                                                                 | 北海（Nordsee）                          | キール                     | 105                                                             | 北東（Nordost）                          | メーメル                              |
| 第41SS徒歩連隊『オーバーフランケン』（41 „Oberfranken“）                           | マイン（Main）                           | バイロイト                 | 106                                                             | 南（Süd）                                | アウグスブルク                        |
| 第42SS徒歩連隊『フリッツ・フォン・ショルツ（de）』（42 „Fritz von Scholz“）        | シュプレー（Spree）                      | ベルリン                   | 107                                                             | ベーメン・メーレン（Böhmen-Mähren）      | ブリュン                              |
| 43                                                                                 | 南東（Südost）                           | フランケンシュタイン（de） | 108                                                             | ベーメン・メーレン（Böhmen-Mähren）      | プラハ                                |
| 第44SS徒歩連隊『ウッカーマルク』（44 „Uckermark“）                                 | シュプレー（Spree）                      | エーベルスヴァルデ         | 109                                                             | ヴァルテ（Warthe）                       | ポーゼン                              |
| 第45SS徒歩連隊『ナイセ』（45 „Neiße“）                                             | 南東（Südost）                           | オッペルン                 | 110                                                             | ヴァルテ（Warthe）                       | ホーエンザルツァ                      |
| 46                                                                                 | エルベ（Elbe）                           | ドレスデン                 | 111                                                             | ヴァルテ（Warthe）                       | コルマー                              |
| 47                                                                                 | フルダ＝ヴェラ（Fulda-Werra）            | ゲーラ                     | 112                                                             | ヴァルテ（Warthe）                       | リッツマンシュタット                  |
| 48                                                                                 | エルベ（Elbe）                           | ライプツィヒ               | 113                                                             | ヴァルテ（Warthe）                       | カーリッシュ                          |
| 49                                                                                 | 中央（Mitte）                            | ブラウンシュヴァイク       | 114                                                             | ヴァルテ（Warthe）                       | レスラウ                              |
| 50                                                                                 | 北海（Nordsee）                          | フレンスブルク             | 115                                                             | 北東（Nordost）                          | ツィヒェナウ（de）                    |
| 51                                                                                 | 中央（Mitte）                            | ゲッティンゲン             | 116                                                             | ヴァイクセル（Weichsel）                 | ブロンベルク                          |
| 52                                                                                 | ドナウ（Donau）                          | クレムス                   | 117                                                             | ヴァイクセル（Weichsel）                 | コーニッツ（de）                      |
| 第53SS徒歩連隊『ディットマールシェン（de）』（53 „Dithmarschen“）                  | 北海（Nordsee）                          | ハイデ                     | 118                                                             | ヴァイクセル（Weichsel）                 | プロイシッシュ・ シュタルガルト（de） |
| 第54SS徒歩連隊『ザイデル＝ディトマルシュ（de）』（54 „Seidel-Dittmarsch“）         | シュプレー（Spree）                      | ランツベルク（ヴァルテ）   | 119                                                             | ヴァイクセル（Weichsel）                 | グラウデンツ                          |
| 第55SS徒歩連隊『ヴェーザー』（55 „Weser“）                                         | 北海（Nordsee）                          | リューネブルク             | 120                                                             | ヴァイクセル（Weichsel）                 | クルム                                |
| 第56SS徒歩連隊『フランケン』（56 „Franken“）                                       | マイン（Main）                           | バンベルク                 | 121                                                             | ヴァイクセル（Weichsel）                 | ストラスブルク（de）                  |
| 第57SS徒歩連隊『テューリンゲンの森』（57 „Thüringer Wald“）                        | フルダ＝ヴェラ（Fulda-Werra）            | マイニンゲン               | 122                                                             | 南西（Südwest）                          | シュトラスブルク                      |
| 58                                                                                 | 西（West）                               | ケルン                     | 123                                                             | 南西（Südwest）                          | コルマール                            |
| 第59SS徒歩連隊『レーパー（de）』（59 „Loeper“）                                    | 中央（Mitte）                            | デッサウ                   | 124                                                             | 南東（Südost）                           | シャルレイ                            |
| 60                                                                                 | 北東（Nordost）                          | インステルブルク           | 125                                                             | ライン＝ヴェストマルク（Rhein-Westmark） | メッツ                                |
| 第61SS徒歩連隊『マズーレン（de）』（61 „Masuren“）                                 | 北東（Nordost）                          | アレンシュタイン           | 126                                                             | アルペンラント（Alpenland）              | マールブルク（ドラウ）                |
| 62                                                                                 | 南西（Südwest）                          | カールスルーエ             | 127                                                             | 北（Nord）                               | オスロ                                |
| 第63SS徒歩連隊『南ヴュルテンベルク』（63 „Württemberg-Süd“）                       | 南西（Südwest）                          | テュービンゲン             |                                                                 |                                          |                                       |
| 第64SS徒歩連隊『マリーエンブルク』（64 „Marienburg“）                              | ヴァイクセル（Weichsel）                 | ベーレント（de）           |                                                                 |                                          |                                       |
| 第65SS徒歩連隊『黒い森』（65 „Schwarzwald“）                                       | 南西（Südwest）                          | フライブルク               |                                                                 |                                          |                                       |

## 各SS上級地区の沿革
- 親衛隊上級地区「シュプレー」（SS-Oberabschnitt „Spree“）

1930年8月に親衛隊上級指導者地域（SS-Oberführerbereich „Ost“）として組織された。1932年3月に親衛隊集団「東」（SS-Gruppen „Ost“）、1933年11月6日に親衛隊上級地区「東」（SS-Oberabschnitt „Ost“）に改名した。さらに1939年11月14日に親衛隊上級地区「シュプレー」（SS-Oberabschnitt „Spree“）と改名した。シュプレー川沿いの地域を管轄とし、首都ベルリンも管轄下であった。本部もベルリンに定められていた。
- 歴代上級地区指導者

1. 1929年9月-1930年12月、親衛隊大佐クルト・ヴェーゲ
2. 1930年12月-1931年9月1日、親衛隊上級大佐クルト・ダリューゲ
3. 1931年9月1日-1932年7月11日、親衛隊上級大佐クルト・ヴェーゲ
4. 1932年7月11日-1933年10月1日、親衛隊中将クルト・ダリューゲ
5. 1933年10月1日-1945年5月、親衛隊中将ヨーゼフ・ディートリヒ

- 親衛隊上級地区「南」（SS-Oberabschnitt „Süd“）

1930年から1931年に親衛隊上級指導者地域「南」（SS-Oberführerbereich „Süd“）として組織された。1931年から1932年にかけては親衛隊旅団「南」（SS-Brigade „Süd“）、1932年7月1日に親衛隊集団「南」（SS-Gruppen „Süd“）に改組された。さらに1933年11月16日に親衛隊上級地区「南」（SS-Oberabschnitt „Süd“）と改名される。本部はミュンヘンにあった。1936年から1945年までの長きにわたり、フリードリヒ・カール・フォン・エーベルシュタイン男爵が指導者を務めていた。
- 歴代上級地区指導者

1. 1929年-1930年10月31日、親衛隊大将ルドルフ・ヘス
2. 1930年10月31日-1932年10月1日、親衛隊上級大佐ヨーゼフ・ディートリヒ
3. 1932年10月1日-1933年1月30日、親衛隊上級大佐リヒャルト・ヒルデブラント
4. 1933年1月30日 - 1933年7月15日、親衛隊上級大佐フリードリヒ・イェッケルン
5. 1933年7月15日-1936年4月1日、親衛隊少将ハインリヒ・シュマウザー
6. 1936年4月1日-1945年4月20日、親衛隊大将フリードリヒ・カール・フォン・エーベルシュタイン男爵
7. 1945年4月20日-1945年5月、親衛隊大将ヴィルヘルム・コッペ

- 親衛隊上級地区「エルベ」（SS-Oberabschnitt „Elbe“）

1933年11月16日に親衛隊集団「東」（SS-Gruppen „Ost“）が改組されて誕生した。本部はドレスデンにあった。1934年6月に「中部」（„Mitte“）と名付けられたが、1936年4月には「エルベ」に戻された。名前は地区を走るエルベ川からきている。
- 歴代上級地区指導者

1. 1933年11月16日-1934年5月1日、親衛隊少将アウグスト・ハイスマイヤー
2. 1934年5月1日-1936年4月1日、親衛隊中将フリードリヒ・カール・フォン・エーベルシュタイン男爵
3. 1936年4月1日-1940年4月20日親衛隊少将テオドール・ベルケルマン
4. 1940年4月20日‐1944年2月11日、親衛隊大将ウード・フォン・ヴォイルシュ
5. 1944年2月11日‐1945年5月、親衛隊中将ルドルフ＝ヘルマン・フォン・アルヴェンスレーベン

- 親衛隊上級地区「フルダ＝ヴェラ」（SS-Oberabschnitt „Fulda-Werra“）

1937年1月に第27親衛隊地区（SS-Abschnitt XXVII）が改組されて誕生した。ヴァルデック侯国の皇太子であったヨシアス・ツー・ヴァルデック＝ピルモント親衛隊大将が指導者であったため、ヴァルデック侯国の首都であったアロルゼンの彼の居城が本部に定められていた。フルダ川とヴェラ川の沿岸地域が管轄でゴータやヴァイマルといった都市が管轄下に含まれる。
- 歴代上級地区指導者

1. 1937年1月1日 - 1945年5月、親衛隊大将ヨシアス・ツー・ヴァルデック＝ピルモント皇太子

- 親衛隊上級地区「マイン」（SS-Oberabschnitt „Main“）

1936年4月に親衛隊上級地区「南」（SS-Oberabschnitt „Süd“） の一部から組織された。ニュルンベルクに本部があった。その名はマイン川に由来する。
- 歴代上級地区指導者

1. 1936年4月1日 - 1941年5月7日、親衛隊中将ハインリヒ・シュマウザー
2. 1941年5月7日-1945年5月、親衛隊少将ベンノ・マルティン博士

- 親衛隊上級地区「中部」（SS-Oberabschnitt „Mitte“）

1933年8月10日に親衛隊集団「西」（SS-Gruppen „West“）から親衛隊集団「北西」（SS-Gruppen „Nordwest“）として分離して組織されたのが始まり。ブラウンシュヴァイクが本部であった。1933年11月16日に親衛隊上級地区「北西」（SS-Oberabschnitt „Nordwest“）、1936年4月1日に親衛隊上級地区「中部」（SS-Oberabschnitt „Mitte“）と改名された。
- 歴代上級地区指導者

1. 1933年8月10日‐1940年7月9日、親衛隊中将フリードリヒ・イェッケルン
2. 1940年7月9日‐1943年9月15日、親衛隊中将ギュンター・パンケ
3. 1943年9月17日‐1944年10月5日、親衛隊中将ヘルマン・ヘーフレ
4. 1944年10月5日‐1945年5月、親衛隊大将ルドルフ・クヴェルナー

- 親衛隊上級地区「北東」（SS-Oberabschnitt „Nordost“）

東プロイセンの親衛隊を管轄する。1933年12月に組織された。本部はケーニヒスベルクにあった。
- 歴代上級地区指導者

1. 1933年12月15日-1934年2月1日、親衛隊中将ヴェルナー・ローレンツ
2. 1934年2月1日-1939年2月15日、親衛隊少将エーリヒ・フォン・デム・バッハ
3. 1939年2月15日-1940年6月18日、親衛隊中将ヴィルヘルム・レディース
4. 1940年6月18日-1941年4月30日、親衛隊中将ヤーコプ・シュポレンベルク
5. 1941年4月30日-1945年5月、親衛隊大将ハンス・アドルフ・プリュッツマン

- 親衛隊上級地区「バルト海」（SS-Oberabschnitt „Ostsee“）

1932年に親衛隊集団「北」（SS-Gruppen „Nord“）として組織された。1933年11月16日に親衛隊上級地区「北」（SS-Oberabschnitt „Nord“）に改名され、さらに1936年4月1日に親衛隊上級地区「北」と親衛隊上級地区「北西」（SS-Oberabschnitt „Nordwest“）に分離した。このうち親衛隊上級地区「北」は1940年2月に親衛隊上級地区「バルト海」（SS-Oberabschnitt „Ostsee“）と改名された。本部はシュテティーンにあった。
- 歴代上級地区指導者

1. 1936年4月1日‐1945年5月、親衛隊大将エミール・マツゥー

- 親衛隊上級地区「北海」（SS-Oberabschnitt „Nordsee“）

1932年に親衛隊集団「北」（SS-Gruppen „Nord“）として組織された。1933年11月16日に親衛隊上級地区「北」（SS-Oberabschnitt „Nord“）に改名され、さらに1936年4月1日に親衛隊上級地区「北」と親衛隊上級地区「北西」（SS-Oberabschnitt „Nordwest“）に分離した。このうち親衛隊上級地区「北西」が1940年4月20日に親衛隊上級地区「北海」（SS-Oberabschnitt „Nordsee“）に改名された。本部はハンブルクにあった。
- 歴代上級地区指導者

1. 1932年10月1日‐1933年4月19日、親衛隊中将ヨーゼフ・ディートリヒ
2. 1933年4月19日‐1934年2月12日、親衛隊上級大佐クルト・ヴィッチェ
3. 1934年2月12日‐1937年3月1日、親衛隊中将ヴェルナー・ローレンツ
4. 1937年3月1日‐1941年4月30日、親衛隊中将ハンス・アドルフ・プリュッツマン
5. 1941年4月30日‐1943年4月20日、親衛隊中将ルドルフ・クヴェルナー
6. 1943年4月20日‐1945年5月、親衛隊中将ゲオルク・フォン・バッセヴィッツ＝ベール伯爵

- 親衛隊上級地区「ライン＝ヴェストマルク」（SS-Oberabschnitt „Rhein-Westmark“）

1934年1月に親衛隊上級地区「ライン」（SS-Oberabschnitt „Rhein“）として組織された。1940年8月にザールブリュッケンで組織された親衛隊上級地区「ロートリンゲン＝ザールプファルツ」（SS-Oberabschnitt „Lothringen-Saarpfalz“）（後に親衛隊上級地区「ヴェストマルク」（SS-Oberabschnitt „Westmark“）に改称）と1943年9月に合併して親衛隊上級地区「ライン＝ヴェストマルク」となった。
親衛隊上級地区「ライン」時代の本部は当初コブレンツに設置され、1936年12月にアロルゼンに移動、1937年からはヴィースバーデンに置かれた。
親衛隊上級地区「ロートリンゲン＝ザールプファルツ」時代の本部はザールブリュッケンに置かれ、親衛隊上級地区「ヴェストマルク」に改称後はメッツに設置された。
親衛隊上級地区「ライン＝ヴェストマルク」時代はヴィースバーデンに本部が設置された。
- 親衛隊上級地区「ライン」（SS-Oberabschnitt „Rhein“）歴代上級地区指導者

1. 1934年1月1日‐1935年5月22日 、親衛隊少将アウグスト・ハイスマイヤー
2. 1935年6月20日‐1936年12月31日、親衛隊中将ヨシアス・ツー・ヴァルデック＝ピルモント殿下
3. 1937年1月1日‐1939年9月25日、親衛隊中将リヒャルト・ヒルデブラント
4. 1939年9月26日‐1940年6月18日、親衛隊中将ヤーコプ・シュポレンベルク
5. 1940年6月18日‐1941年11月18日、親衛隊中将エルヴィン・レーゼナー
6. 1941年11月18日‐1943年9月11日、親衛隊大将テオドール・ベルケルマン

- 親衛隊上級地区「ヴェストマルク」（SS-Oberabschnitt „Westmark“）歴代上級地区指導者

1. 1940年10月‐1943年9月11日、親衛隊大将テオドール・ベルケルマン

- 親衛隊上級地区「ライン＝ヴェストマルク」（SS-Oberabschnitt „Rhein-Westmark“）歴代上級地区指導者

1. 1943年9月11日‐1943年11月9日、親衛隊大将テオドール・ベルケルマン
2. 1943年11月9日‐1945年3月24日、親衛隊中将ユルゲン・シュトロープ

- 親衛隊上級地区「南東」（SS-Oberabschnitt „Südost“）

1930年に親衛隊上級指導者地域「南東」（SS-Oberführerbereich „Südost“）が組織されたのに始まる。1931年に親衛隊集団「南東」（SS-Gruppen „Südost“）、1933年11月16日に親衛隊上級地区「南東」（SS-Oberabschnitt „Südost“）に改組された。本部は本部は当初ブリークに置かれ、1936年1月1日からブレスラウに本部が定められた。
- 歴代上級地区指導者

1. 1932年3月15日‐1935年1月1日、親衛隊中将ウード・フォン・ヴォイルシュ
2. 1935年1月1日‐1936年2月15日、親衛隊少将ヴィルヘルム・レディース
3. 1936年2月15日‐1941年6月26日、親衛隊大将エーリヒ・フォン・デム・バッハ＝ツェレウスキー
4. 1941年6月26日‐1945年2月23日、親衛隊大将ハインリヒ・シュマウザー
5. 1945年2月23日‐1945年3月17日、親衛隊少将ヴァルター・ビーアカンプ
6. 1945年3月17日‐1945年5月、親衛隊大将リヒャルト・ヒルデブラント

- 親衛隊上級地区「西」（SS-Oberabschnitt „West“）

1930年に親衛隊上級指導者地域「西」（SS-Oberführerbereich „West“）として組織されたのに始まる。親衛隊旅団「西」（SS-Brigade „West“）、親衛隊集団「西」（SS-Gruppen „West“）を経て1933年に親衛隊上級地区「西」（SS-Oberabschnitt „West“）となった。本部はデュッセルドルフに置かれていた。
- 歴代上級地区指導者

1. 1929年11月18日‐1940年4月20日、親衛隊大将フリッツ・ヴァイツェル
2. 1940年4月20日‐1940年7月9日、親衛隊中将テオドール・ベルケルマン
3. 1941年7月9日‐1945年5月、親衛隊大将カール・グーテンベルガー

- 親衛隊上級地区「南西」（SS-Oberabschnitt „Südwest“）

1933年11月16日に親衛隊集団「西」（SS-Gruppen „West“）から分離して組織された。本部はシュトゥットガルトに置かれていた。
- 歴代上級地区指導者

1. 1933年11月16日-1937年2月28日、親衛隊中将ハンス・アドルフ・プリュッツマン
2. 1937年3月1日-1943年4月21日、親衛隊中将クルト・カウル
3. 1943年4月21日-1945年5月、親衛隊大将オットー・ホフマン

- 親衛隊上級地区「ドナウ」（SS-Oberabschnitt „Donau“）

1934年2月にオーストリアのレオーベンで組織されたが、当時のオーストリアではナチ党や親衛隊は違法組織であった。1938年にアンシュルス（オーストリア併合）があり、晴れて親衛隊の行政区画として認められた。この際に名前は「オーストリア」（„Österreich“）と名付けられたが、1938年5月には「ドナウ」に戻されている。本部は1937年1月からリンツ、1938年3月からウィーンに移されている。「ドナウ」はオーストリアに流れるドナウ川からきている。1939年に「アルペンラント」が分離するまでオーストリア全域の親衛隊を支配していた。「アルペンラント」の分離後はオーストリア北部の親衛隊を管轄した。
- 歴代上級地区指導者

1. 1934年2月15日‐1934年9月9日、親衛隊少将アルフレート・ローデンビューヒャー
2. 1934年2月18日‐1937年1月20日、親衛隊中佐カール・タウス
3. 1937年1月20日‐1943年1月31日、親衛隊中将エルンスト・カルテンブルンナー博士
4. 1943年2月1日‐1944年10月5日、親衛隊大将ルドルフ・クヴェルナー
5. 1944年10月5日‐1945年5月8日、親衛隊中将ヴァルター・シーマナ

- 親衛隊上級地区「アルペンラント」（SS-Oberabschnitt „Alpenland“）

1939年6月に親衛隊上級地区「ドナウ」から分離して誕生した。オーストリアの南部地域の親衛隊を管轄する。ザルツブルクに本部があった。
- 歴代上級地区指導者

1. 1939年6月1日‐1941年5月15日、親衛隊中将アルフレート・ローデンビューヒャー
2. 1941年5月15日‐1941年11月18日、親衛隊少将グスタフ・アドルフ・シェール
3. 1941年11月18日‐1945年5月8日、親衛隊大将エルヴィン・レーゼナー

- 親衛隊上級地区「ベーメン＝メーレン」（SS-Oberabschnitt „Böhmen-Mähren“）

ベーメン＝メーレン保護領の親衛隊を管轄する。1944年4月1日に設置された。本部はプラハ。
- 歴代上級地区指導者

1. 1944年4月1日‐1945年5月8日、親衛隊大将カール・ヘルマン・フランク

- 親衛隊上級地区「ヴァイクセル」（SS-Oberabschnitt „Weichsel“）

1939年のポーランド侵攻後、ドイツ本国領土に編入された旧ポーランド領の西プロイセンの親衛隊を管轄する。1939年9月21日に「ダンツィヒ＝西プロイセン」親衛隊及び警察高級指導者（Der Höhere SS- und Polizeiführer „Danzig-Westpreußen“）発足後の、1939年11月9日に同じ区域に親衛隊上級地区「ヴァイクセル」（SS-Oberabschnitt „Weichsel“）として設置される。本部はダンツィヒ。
- 歴代上級地区指導者

1. 1939年11月9日‐1943年4月20日、親衛隊大将リヒャルト・ヒルデブラント
2. 1943年4月20日‐1945年5月、親衛隊中将フリッツ・カッツマン

- 親衛隊上級地区「ヴァルテ」（SS-Oberabschnitt „Warthe“）

1939年のポーランド侵攻後、ドイツ本国領土に編入された旧ポーランド領のヴァルテラントの親衛隊を管轄する。1939年10月9日に「ヴァルテ」親衛隊及び警察高級指導者（Der Höhere SS- und Polizeiführer "Warthe"）発足後の、1939年10月26日に同じ区域に親衛隊上級地区「ヴァルテ」（SS-Oberabschnitt „Warthe“）として設置される。 本部はポーゼン。
- 歴代上級地区指導者

1. 1939年10月26日‐1943年11月9日、親衛隊大将ヴィルヘルム・コッペ
2. 1943年11月9日‐1943年12月27日、親衛隊大将テオドール・ベルケルマン
3. 1943年12月29日‐1944年12月30日、親衛隊中将ハインツ・ラインファルト
4. 1944年12月30日‐1945年5月、親衛隊中将ヴィリー・シュメルヒャー

- 親衛隊上級地区「東」（SS-Oberabschnitt „Ost“）

第二次世界大戦中の1942年9月15日にポーランド総督府統治領域において組織された親衛隊上級地区。本部はポーランド総督府領のクラクフ。
- 歴代上級地区指導者

1. 1942年9月15日‐1943年11月9日、親衛隊大将フリードリヒ・ヴィルヘルム・クリューガー
2. 1943年11月9日‐1945年5月8日、親衛隊大将ヴィルヘルム・コッペ

- 親衛隊上級地区「北」（SS-Oberabschnitt „Nord“）

第二次世界大戦中の1940年4月20日に組織されたドイツ国外の親衛隊上級地区。本部はノルウェーのオスロ。
- 歴代上級地区指導者

1. 1940年4月20日‐1940年6月19日、親衛隊大将フリッツ・ヴァイツェル
2. 1940年6月19日‐1945年5月、親衛隊大将ヴィルヘルム・レディース

- 親衛隊上級地区「北西」（SS-Oberabschnitt „Nordwest“）

第二次世界大戦中の1940年6月12日に組織されたドイツ国外の親衛隊上級地区。本部はオランダのデン・ハーグ。
- 歴代上級地区指導者

1. 1940年6月12日‐1945年5月、親衛隊大将ハンス・アルビン・ラウター

- 親衛隊上級地区「オストラント（ドイツ語版）」（SS-Oberabschnitt „Ostland“）

第二次世界大戦中の1941年12月12日に東部占領地区オストラントにおいて組織されたドイツ国外の親衛隊上級地区。本部はリガ。
- 歴代上級地区指導者

1. 1941年12月12日‐1945年3月、親衛隊大将フリードリヒ・イェッケルン

- 親衛隊上級地区「ウクライナ（ドイツ語版）（SS-Oberabschnitt „Ukraine“）

第二次世界大戦中の1941年12月1日に東部占領地区ウクライナにおいて組織されたドイツ国外の親衛隊上級地区。本部はキエフ。
- 歴代上級地区指導者

1. 1941年12月1日‐1944年9月、親衛隊大将ハンス・アドルフ・プリュッツマン